# Шпітталь-ан-дер-Драу

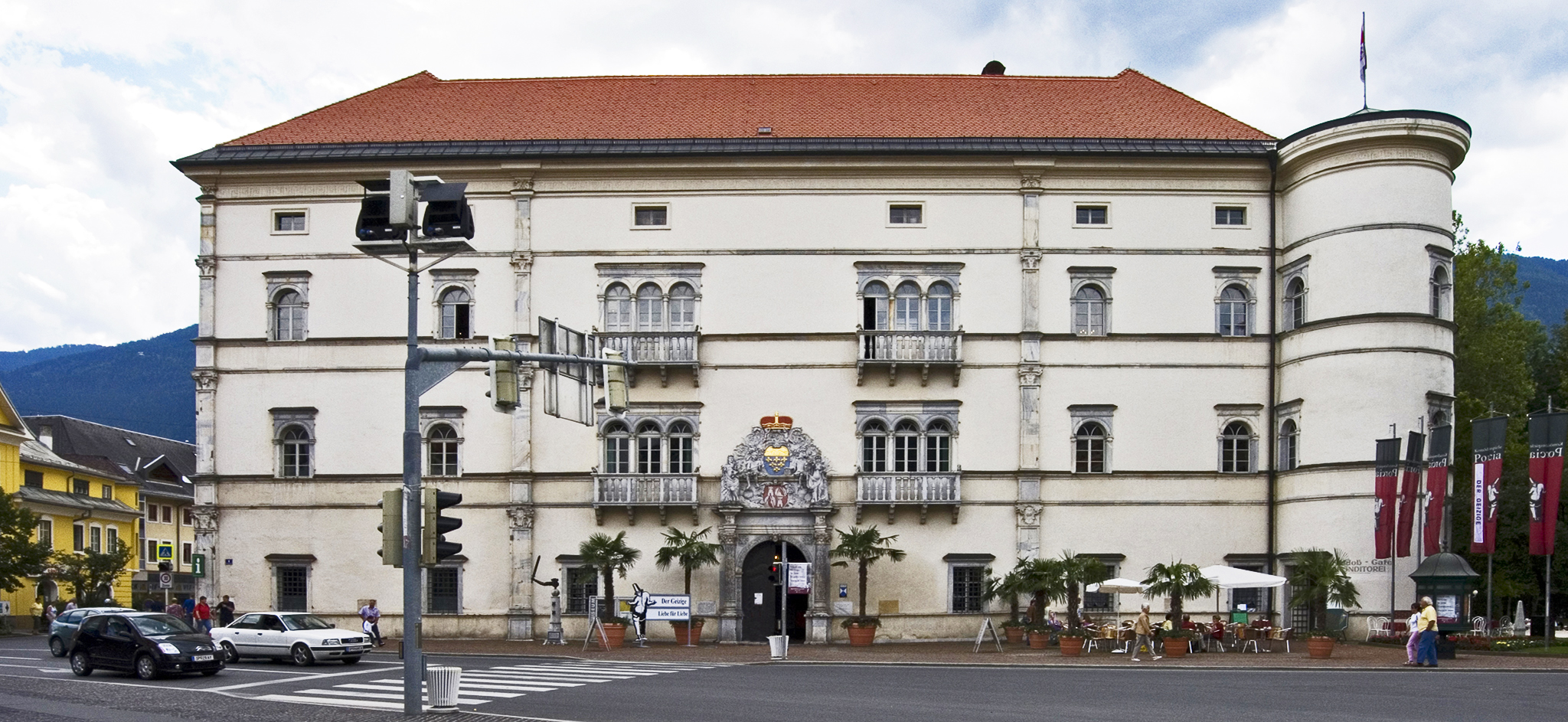
Замок Порсія

Шпітталь-ан-дер-Драу (нім. Spittal an der Drau) — місто в провінції Каринтія, Австрія.
В музеї народної культури, розташованому в замку Порсія, зібрана багата колекція традиційних предметів побуту.
На околиці міста споруджено підйомник на гору Гольдбек заввишки 2142 м.

## Відомі люди
- Роланд Каспіц — австрійський хокеїст.
- Ганс Кері — австрійський тенісист.
- Томас Моргенштерн — австрійський стрибун на лижах з трампліна.

## Міста-побратими
- Ангермюнде, Німеччина
- Лене, Німеччина
- Порденоне, Італія
- Порчія, Італія
- Целє, Словенія